# République soviétique socialiste de Boukhara
19 septembre – 27 octobre 1924
(1 mois et 8 jours)
Entités précédentes :
- République soviétique populaire de Boukhara

Entités suivantes :
- République socialiste soviétique d'Ouzbékistan
- République socialiste soviétique du Turkménistan
- République socialiste soviétique autonome tadjike

La république soviétique socialiste de Boukhara (en abrégé RSS de Boukhara ou RSSB ; en ouzbek : بخارا شورا سوسیالیست جمهوریاتی, Buxoro Sho'ro Sotsialistik Jumhuriyati ; en tadjik : جمهوری سوسیالیستی شوروی بخارا, Çumhurii Sotsialistii Şūravii Buxoro ; en russe : Буха́рская Социалисти́ческая Сове́тская Респу́блика, Boukharskaïa Sotsialistitcheskaia Sovietskaïa Respoublika, БССР) est l'État successeur de la république soviétique populaire de Boukhara (RSPB). Elle n'exista que pendant 40 jours. Boukhara était sa capitale et sa plus grande ville, d'où son nom. Les autres grandes villes de la république étaient Karchi, Termez, Tchardjou, Kulob, Douchanbé et Chakhrisabz.

## Géographie
Elle était bordée au nord-ouest par la république soviétique socialiste du Khorezm, à l'ouest par l'oblast turkmène (ru) de la RSSA du Turkestan, au sud par l'Amou-Daria et le Piandj formants la frontière avec l'Émirat d'Afghanistan, à l'est par l'oblast de Ferghana de la RSSA du Turkestan, et au nord par les oblasts de Samarcande et du Syr-Daria de la RSSA du Turkestan.

## Structure gouvernementale
Le parti au pouvoir dans la république était le Parti communiste de Boukhara (it). La république disposait de ses propres forces armées : l'Armée rouge de Boukhara (ru). La RSP de Boukhara a été transformé en RSS de Boukhara lors du 5e et dernier congrès des Soviets de Boukhara le 19 septembre 1924. Le même jour, il a été annoncé que la RSS de Boukhara ferait partie de l’URSS en tant que république de l’Union. Fin octobre de la même année, l’Union soviétique a commencé la délimitation des frontières en Asie centrale, et le 27 octobre la RSS de Boukhara a été abolie, et son territoire divisé entre des républiques nouvellement formées sur la base de la nationalité : la RSS ouzbèke en reçoit 86 % (dont 41% pour la seule RSSA tadjike qui en fait partie) et la RSS turkmène reçoit les 14% restants.

## Économie
Le rouble de Boukhara (ru), le rouble de la RSFSR (Sovznak (en)), le Rouble soviétique et le tanga de Boukhara (en) étaient en circulation dans la république. L'économie de la république était basée sur l’agriculture (principalement la culture des légumes et des fruits, du riz, du coton et du blé), l’élevage (y compris d'Astrakhans), la sériciculture, la pêche (sur le fleuve Amou-Daria et les différents lacs de la république), ainsi que l'artisanat et en particulier l’artisanat populaire, comme le tissage de tapis (en), la production de vaisselle et de produits en céramique. L’économie de la république était étroitement liée à celle de la RSSA du Turkestan, qui faisait partie de la RSFSR.

## Population
Les langues officielles de la RSS de Boukhara étaient l’ouzbek, le tadjik et le russe. La RSS de Boukhara, comme la RSP de Khorezm auparavant, était un État laïc, mais la grande majorité de ses habitants étaient des musulmans, principalement d'obédience sunnite, mais aussi dans une moindre mesure chiites et ismaéliens. Une minorité de la population professait d'autres cultes comme le christianisme (généralement orthodoxe), le judaïsme ou le zoroastrisme. Environ 2,5 millions de personnes vivaient dans la République. La majorité d'entre elles était ouzbèke ou tadjike,  mais il y avait aussi un nombre assez important de Turkmènes, de Pamiris (en), d'Iraniens d'Asie centrale (ru), de Juifs boukhariotes, de Russes, d'Arabes d'Asie centrale (ru), de Tatars, d'Ukrainiens et de Kirghizes etc.